# Sophie Michaud
Pour les articles homonymes, voir Michaud.
Ne doit pas être confondu avec Sophie Michaud Gigon.
Sophie Michaud, née le 21 février 1962, est une actrice française.

## Biographie
Sophie Michaud se destine initialement au mannequinat au début des années 80 avant d'envisager une carrière de comédienne.
Elle est principalement connue pour son rôle d'Isabelle Leroy, une gendarmette, dans le film Le Gendarme et les Gendarmettes, de Jean Girault en 1982, avec Louis de Funès et Michel Galabru.
Elle joue dans les séries Force de frappe, Les nouvelles aventures de Zorro et Le gorille.
En 1985, elle participe avec l'actrice Marie Lenoir au jeu Les affaires sont les affaires sur Canal+ animé par Georges Beller.
En 1987, elle tourne dans La Rumba aux côtés de Roger Hanin et de Michel Piccoli.
En 1988, elle se lance dans le métier d'agent artistique. Elle apparaît cependant entre 1990 et 2006 dans des téléfilms ou des séries TV dont la série Navarro et Force de frappe.

## Filmographie

### Cinéma
- 1981 : Les hommes préfèrent les grosses de Jean-Marie Poiré
- 1982 : Le Gendarme et les Gendarmettes de Jean Girault : la gendarmette Isabelle Leroy
- 1986 : Conseil de famille de Costa-Gavras
- 1987 : La Rumba de Roger Hanin : Valentine
- 2000 : Djib de Jean Odoutan

### Télévision

#### Séries télévisées
- 1990 - 1993 : Force de frappe (Counterstrike), (42 épisodes): Gabrielle Germont (saisons 2 et 3)
- 1991 : Navarro
- 1991 : Zorro Deux épisodes dont Un pour tous et tous pour un de Ray Austin : Comtesse Amélie de Pérignon
- 1990 -1991 : Le Gorille, (7 épisodes) : Béatrice
- 1995 : Extrême Limite : Sonya
- 2002 : La Vie devant nous, (3 épisodes)
- 2003-2004 : Alex Santana, négociateur, (2 épisodes)
- 2006 : Le Tuteur, (1 épisode)
- 2006 : Léa Parker, (1 épisode)
- 2006 : Navarro, (2 épisodes)

#### Émissions de télévision
- 1982: Atout Cœur
- 1982 : Champs-Elysées
- 1982 - 1987 : L'académie des 9
- 1985 : Les affaires sont les affaires

#### Téléfilms
- 1988 : L’Argent de Jacques Rouffio : Mme de Jeumont
- 1988 : La Garçonne d'Étienne Périer
- 2004 : Par accident de Jérôme Foulon : Marie Delhomme

### Théâtre
- Elle s'est produite également sur la scène théâtrale.

## Distinctions
Nommée aux Gemini Awards (Canada) : 
- Best Performance by an Actress in a Continuing Leading Dramatic Role for Counterstrike (1990)[2]